# Шон Чемберс
Шон Рендалл Чемберс (англ. Shawn Randall Chambers; 11 жовтня 1966, м. Стерлінг-Гайтс, США) — американський хокеїст, захисник.
Виступав за Університет Аляска-Фербенкс (NCAA), «Сієтл Тандербердс» (ЗХЛ), «Форт-Вейн Кометс» (ІХЛ), «Каламазу Вінгс» (ІХЛ), «Міннесота Норз-Старс», «Балтимор Скіпджекс» (АХЛ), «Вашингтон Кепіталс», «Атланта Найтс» (ІХЛ), «Тампа-Бей Лайтнінг», «Нью-Джерсі Девілс», «Даллас Старс».
В чемпіонатах НХЛ — 625 матчів (50+185), у турнірах Кубка Стенлі — 94 матчі (7+26).
У складі національної збірної США учасник чемпіонату світу 1994 (8 матчів, 0+3), учасник Кубка світу 1996 (1 матч, 0+0).
Досягнення
- Володар Кубка Стенлі (1995, 1999)
- Володар Кубка світу (1996)